# Isoberlinia doka
Isoberlinia doka là một loài thực vật có hoa trong họ Đậu. Loài này được Craib & Stapf miêu tả khoa học đầu tiên.